# Valentin Reitstetter
Valentin Reitstetter (* 18. Januar 1998 in Schweinfurt) ist ein deutscher Fußballspieler. 

## Karriere
Nach seinen Anfängen in der Jugend vom 1. FC Schweinfurt 05 wechselte er im Sommer 2014 in die Jugendabteilung des FC Carl Zeiss Jena. Dort wurde er im Sommer 2017 in den Kader der zweiten Mannschaft aufgenommen und kam auch zu seinem ersten Einsatz im Profibereich, als er am 36. Spieltag der 3. Liga beim 2:1-Auswärtssieg gegen den VfL Osnabrück in der Startformation stand. Im Juli 2019 wechselte er zum Bayernligisten TSV Großbardorf.